# 박기홍 (명창)
박기홍(朴基洪, 1845년 ~ ?)은 조선 시대의 명창이다. 경남 함양에서 태어났다. 출생년도는 1845년이지만 사망일은 알려져 있지 않다.
판소리에서 동편제의 거두였으며, 한쪽 눈이 없는 장애를 극복하였다. 유학자이며 명창이었던 정춘풍의 문하생으로, 학식이 풍부하고 창법이론에 정통하였다. 주특기는 《적벽가》이다.

## 같이 보기
- 적벽가